# Ophelina aulogaster
Ophelina aulogaster är en ringmaskart som först beskrevs av Martin Heinrich Rathke 1843.  Ophelina aulogaster ingår i släktet Ophelina och familjen Opheliidae. Inga underarter finns listade i Catalogue of Life.